# Martin Krönke
Martin Krönke (*  9. April 1953 in Marburg) ist ein deutscher Immunologe und Mikrobiologe.
Martin Krönke studierte Medizin an der Universität Mainz und promovierte dort in Mikrobiologie. Als Post-Doktorand war er am National Cancer Institute der NIH in Bethesda, Maryland und danach am Max-Planck-Institut für biophysikalische Chemie in Göttingen. Er war Heisenberg-Stipendiat der DFG. 1991 wurde er Professor für Mikrobiologie an der Ludwig-Maximilians-Universität München, 1995 Professor für Immunologie an der Universität Kiel. Seit 1999 ist er Professor für medizinische Mikrobiologie und Hygiene an der Universität zu Köln, an der er Direktor des Instituts für Medizinische Mikrobiologie, Immunologie und Hygiene ist.
Er befasste sich insbesondere mit Immunologie der T-Zellen und identifizierte Gene, die bei deren Wachstum eine Rolle spielen. Außerdem untersucht er, wie sich die altersbedingte Änderung der Lipidzusammensetzung der Zellmembran auf Rezeptoren in der Membran auswirkt. Er klärte auch Mechanismen, wie TNF über NADPH-Oxidasen zur Freisetzung von freien Sauerstoffradikalen (ROS) führt, was bei Krebs, neurodegenerativen Erkrankungen und Altersprozessen eine Rolle spielt. 
2001 erhielt er den Gottfried-Wilhelm-Leibniz-Preis.